# X You
X You è un singolo del DJ e produttore svedese Avicii, pubblicato nel 2013. Al brano hanno collaborato oltre 4.000 fan e compositori grazie al Crowdsourcing, in particolare il brano include parti realizzate da Kian Sang (melodia), Naxsy (bassi), Martin Kupilas (ritmo), ВАНЯ ХАКСИ (pause), Jonathan Madray, Mateusz Kolata,TheW and Christian Westphalen (effetti).

## Tracce
- Download digitale

1. X You (Radio Edit) – 3:20
2. X You (Original Mix) – 6:51